# Leonardo Jardim
José Leonardo Nunes Alves Sousa Jardim (Barcelona, Venezuela, 1974. augusztus 1. –) portugál labdarúgó, edző.

## Pályafutása

### Edzőként
Leonardo Jardim Venezuelában született,  portugál szülők gyermekeként. Fiatalon visszatért Portugáliába, Madeira szigetére. 2001-ben, 27 éves korában kezdte meg edzői karrierjét, a Camacha asszisztenseként két évig dolgozott. Ezt követően vezetőedzőnek nevezték ki, a 2007-08-as idény során a G.D. Chaves csapatát irányította, amelyet első szezonjában feljuttatott a harmadosztályba.
2009 nyarán a Beira-Mar edzőjének nevezték ki, és újabb feljutást ért el, ezúttal az első osztályba vezette csapatát. 2011 májusában a Braga vezetőedzője lett. Első és egyetlen ott töltött szezonjában harmadik helyezett lett a csapattal egy 15 egymást követő bajnoki győzelmi sorozatot is építve. 2012. június 5-én hogy csatlakozott a görög Olimbiakószhoz ahol kétéves szerződést írt alá és ahol Ernesto Valverde helyét vette át a kispadon. A következő év január 19-én menesztették, annak ellenére, hogy a csapat tíz ponttal vezette a bajnokságot.
Jardim visszatért Portugáliába és kétéves szerződést kötött a Sporting Lisszabonnal. A klub utánpótlásnevelő rendszerében képzett fiatalokból álló zöld-fehér csapatot a tabella második helyéig vezette, 25 ponttal és 18 góllal szerezve többet, mint az előző szezonban.
2014. június 10-én az AS Monaco csapatánál két szezonra szóló szerződést írt alá. A 2014–15-ös bajnokságban harmadik helyen végzett a csapattal, majd ezt a teljesítményt megismételte a következő idényben is.  2015. május 12-én szerződését 2019 nyaráig meghosszabbították. Vezetésével a Monaco a 2016-2017-es szezonban 17 év után bajnoki címet szerzett, Jardimot pedig az év edzőjének választották a francia bajnokságban. Munkájára ekkor is jellemző volt, hogy több fiatal tehetségnek megadta a lehetőséget és az ő játékukra támaszkodva érte el a bajnoki elsőséget. A Bajnokok Ligája 2016–2017-es kiírásában elődöntőbe vezette a hercegségbeli csapatot, 2017-ben és 2018-ban pedig a Ligakupa döntőjébe jutott be csapatával, azonban mindkétszer alulmaradtak az esélyesebb Paris Saint-Germain csapatával szemben. 2017 júniusában 2020 nyaráig meghosszabbították a szerződését.
A 2018-2019-es szezont gyengén kezdte a csapat, mindössze a 18., kieső helyen állt a Monaco a bajnokság kilencedik fordulóját követően, Jardimot pedig 2018. október 11-én menesztették.
2019. január 25-én újra a Monaco vezetőedzőjévé nevezték ki. December 28-án újból menesztették a csapat éléről.

## Sikerei, díjai

### Klub
Camacha
- Madeira-kupa: 2003–04

Beira-Mar
- Segunda Liga: 2009–10

Olympiacos
- Görög bajnok: 2012–13
- Görög kupagyőztes: 2012–13

Monaco
- Ligue 1: 2016–17

### Egyéni
- Ligue 1, Az év edzője: 2016–17[25]

## Edzői statisztika
2019. december 21-én frissítve.
| Csapat     | Nemzet   | –tól              | –ig                | Mérleg | Mérleg | Mérleg | Mérleg     | Mérleg | Mérleg | Mérleg | Mérleg |
| M          | GY       | D                 | V                  | RG     | KG     | GK     | Győzelem % |        |        |        |        |
| ---------- | -------- | ----------------- | ------------------ | ------ | ------ | ------ | ---------- | ------ | ------ | ------ | ------ |
| Camacha    | portugál | 2003              | 2008               | 138    | 61     | 34     | 43         | 213    | 162    | +51    | 44.2   |
| Chaves     | portugál | 2008. március 19. | 2009. május 15.    | 38     | 22     | 9      | 7          | 60     | 26     | +34    | 57.89  |
| Beira-Mar  | portugál | 2009. június 2.   | 2011. február 28.  | 66     | 25     | 21     | 20         | 87     | 72     | +15    | 37.88  |
| Braga      | portugál | 2011. május       | 2012. június       | 46     | 27     | 10     | 9          | 84     | 45     | +39    | 60     |
| Olympiacos | görög    | 2012. június 5.   | 2013. január 19.   | 22     | 16     | 3      | 3          | 47     | 19     | +28    | 72.73  |
| Sporting   | portugál | 2013. május 20.   | 2014. június 10.   | 35     | 23     | 8      | 4          | 77     | 28     | +49    | 65.71  |
| Monaco     | Francia  | 2014. június 10.  | 2018. október 11.  | 232    | 125    | 52     | 55         | 438    | 286    | +152   | 53.88  |
| Monaco     | Francia  | 2019. január 25.  | 2019. december 28. | 37     | 14     | 10     | 13         | 54     | 51     | +3     | 37.84  |
| összesen   | összesen | összesen          | összesen           | 614    | 313    | 148    | 153        | 1060   | 689    | +371   | 50.98  |